# Богема (опера)
«Богема» (італ. La bohème) — опера на чотири дії Джакомо Пуччіні на лібрето Луїджі Ілліка та Джузеппе Джакоза за твором Анрі Мюрже «Сцени з життя богеми». Вперше оперу представили 1 лютого 1896 року в туринському театрі Реджіо, під орудою Артуро Тосканіні.

## Дійові особи та голоси
| Партія                                                         | Голос   |
| -------------------------------------------------------------- | ------- |
| Рудольф, поет                                                  | тенор   |
| Марсель, художник                                              | баритон |
| Шонар, музикант                                                | баритон |
| Коллен, філософ                                                | бас     |
| Бенуа, власник будинку                                         | бас     |
| Альциндор, державний радник                                    | бас     |
| Мімі, швачка                                                   | сопрано |
| Мюзетта, акторка                                               | сопрано |
| Парпіньйоль, продавець іграшок                                 | тенор   |
| Сержант митниці                                                | бас     |
| Студенти, робітниці, солдати, продавці, офіціанти, діти, народ |         |

## Сюжет

### 1-а дія
Святвечір на маленькій мансарді в Латинському кварталі Парижа. Бідний поет Рудольф і такий самий бідний художник Марсель сидять біля охололого каміну, їм нічим його розтопити. Марсель хоче пустити на дрова останній стілець, але Рудольф зупиняє його, жертвуючи для розтоплення один зі своїх рукописів. Приходить філософ Коллен, слідом за ним — музикант Шонар, якому вдалося роздобути їжі, вина і дров. З'являється господар кімнати, він вимагає квартирну плату, але друзі вдаються до хитрощів, запропонувавши вина і завівши розмову на тему жінок. Зробивши обурений вигляд, вони дорікають господарю в подружній зраді і з реготом випроваджують його з мансарди. Після цього всі, крім Рудольфа, вирішують піти в шинок «Момус» в Латинському кварталі. Поет залишається вдома, щоб закінчити роботу над статтею, але тут у двері несміливо стукає сусідка Мімі та просить вогню для погаслої свічки. Мімі зауважує, що зронила свій ключ, який обидва починають у темряві шукати. Почувши розповідь Мімі про своє життя («…всі звуть мене Мімі»), Рудольф зізнається їй у коханні, і вона відповідає йому тим же. З вулиці доносяться голоси друзів, і новоспечена пара вирішує піти разом у «Момус».

### 2-а дія

Декорації до другої дії світової прем'єри опери

У Латинському кварталі шумно святкують Різдво. Справи у вуличного продавця іграшок Парпіньола йдуть в ці дні особливо в гору — від дітвори немає відбою. Рудольф купує для Мімі рожевий чепчик, який вона вже давно бажала, як вона потім зізнається. У Кафе «Момус» друзі зустрічають колишню кохану Марселя Мюзетту, поруч з якою знаходиться її новий багатий шанувальник Альціндор. Мюзетта всіляко командує старим, обзиває його Лулу — лише тільки б колишній коханий звернув на неї увагу. Марсель ревнує, але Мюзетті вдається відіслати Альціндора з дорученням, щоб повернутися до Марселя. Друзі весело залишають «Момус», не розплатившись — Шонар виявив, що його гроші закінчилися, на що Мюзетта сказала слузі, що за них після повернення розплатиться літній пан (Альціндор). Повернувшись і побачивши рахунок, старий залицяльник втрачає рівновагу й у шоці падає на стілець.

### 3-я дія

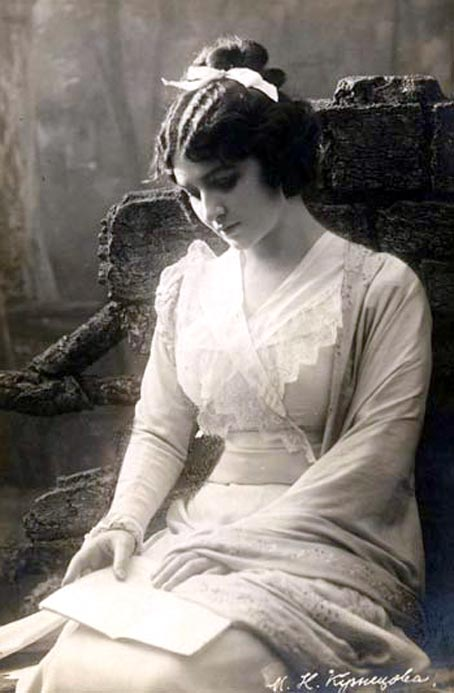
Марія Кузнєцова в ролі Мімі

Лютневий ранок на околиці Парижа. У Марселя з'явився шанс заробити трохи грошей, пофарбувавши кабаре на околиці міста. Тут виступає Мюзетта, з кабаре чується її сміх. Мімі розшукує Марселя, щоб поговорити з ним про необґрунтовані ревнощі Рудольфа, які роблять її життя нестерпним. При несподіваній появі поета Мімі ховається і підслуховує розмову друзів. Так вона дізнається про справжню причину поведінки Рудольфа — Мімі невиліковно хвора сухотою, а він не хоче або боїться, що не зможе її утримувати. Видавши себе риданнями, Мімі намагається переконати Рудольфа залишитися з нею, разом вони вирішують залишитися парою до кінця зими, хоча кожен таємно сподівається, що весна не почнеться ніколи. Марсель звинувачує Мюзетту у легковажності, вони сваряться і остаточно розривають стосунки.

### 4-а дія
У мансарді півроку по тому. Рудольф і Марсель відчувають, що сумують за своїми коханими, але не зізнаються в цьому один одному. З'являються Коллен і Шонар, вони приносять трохи їжі, але друзі з гумором ставляться до ситуації, що склалася. Трохи пізніше з'являється Мюзетта разом з хворою Мімі, яка вже не в змозі самостійно зійти сходами. Мімі хоче побачитися з Рудольфом. Щоб обігріти кімнату і викликати лікаря для хворої, Мюзетта жертвує сережками, а Коллен — своїм пальто. Друзі залишають коханих наодинці, ті згадують своє спільне минуле. Мімі починає задихатися, на крик Рудольфа збігаються всі інші. Рудольф пізніше за всіх розуміє, що його кохана мертва.